# Paavo Hynninen

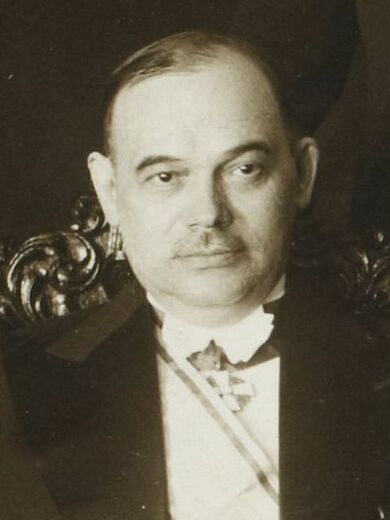
Paavo Juho Hynninen (1933)

Paavo Juho Hynninen (* 31. Mai 1883 in Joroinen; † 18. Mai 1960 in Helsinki) war ein parteiloser finnischer Politiker und Diplomat.

## Leben
Paavo Juho Hynninen, der aus einer Bauernfamilie stammte, absolvierte nach dem Schulbesuch in Kuopio ein Studium an der Universität Helsingfors. Er war danach zwischen 1909 und 1915 Lehrer für Wirtschafts- und Handelsgeographie an der Handelsschule sowie zugleich von 1910 bis 1911 Lehrer an der Landwirtschaftsschule in Helsingfors. Des Weiteren wurde er 1913 Vorsitzender des Studentenwerks und zwischen 1913 und 1916 Kurator der finnischsprachigen Studentenorganisation Savolainen osakunta (SavO). 1915 beendete er seiner Lehrerlaufbahn und war daraufhin von 1915 bis 1917 Chefredakteur der Tageszeitung Uusi Suometar. Während des Ersten Weltkrieges war er Mitglied der Konstitutionellen Partei und vertrat diese bis zu seiner Ablösung durch Eino Suolahti im Aktiven Komitee (Aktiivinen komitea). Er war zwischen 1916 und 1918 Geschäftsführer der Druckerei der Finnischen Literaturgesellschaft SKS (Suomalaisen Kirjallisuuden Seura) sowie von 1917 bis 1922 Geschäftsführer von Luottopankki Oy.
1922 trat Hynninen in den diplomatischen Dienst ein und war zunächst zwischen 1922 und 1926 Generalkonsul in Sankt Petersburg sowie im Anschluss von 1926 bis 1928 Generalkonsul in Den Haag. Daraufhin fungierte er als Nachfolger von Gustaf Idman zwischen 1928 und seiner Ablösung durch Eduard Palin 1933 als Botschafter in Lettland und war als solcher zugleich in Personalunion als Botschafter in Litauen akkreditiert. Danach löste er 1933 Aarne Artur Wuorimaa als Botschafter in Estland ab und verblieb auf diesem Posten bis 1940, woraufhin Jaakko Kaurinkoski seine Nachfolge antrat. Im Oktober 1942 wurde er Generalkonsul in Göteborg und danach 1943 Kanzler des Diplomatischen Dienstes als Nachfolger von Aaro Pakaslahti, der Botschafter beim Vichy-Regime wurde. 1946 wurde er Nachfolger von Paavo Pajula als Botschafter in Dänemark und bekleidete dieses Amt bis zu seiner Ablösung durch Päivö Tarjanne 1953.
Am 29. November 1957 wurde Paavo Hynninen als Außenminister (Ulkoasiainministeri) in das Kabinett von Fieandt berufen und übte dieses Amt vom 26. April bis zum 29. August 1958 auch im Kabinett Kuuskoski aus. Er trat am 29. August 1958 zurück, einen Tag vor Ausbruch der Nachtfrostkrise (yöpakkaskriisi).